# Roman Małachowski (oficer)

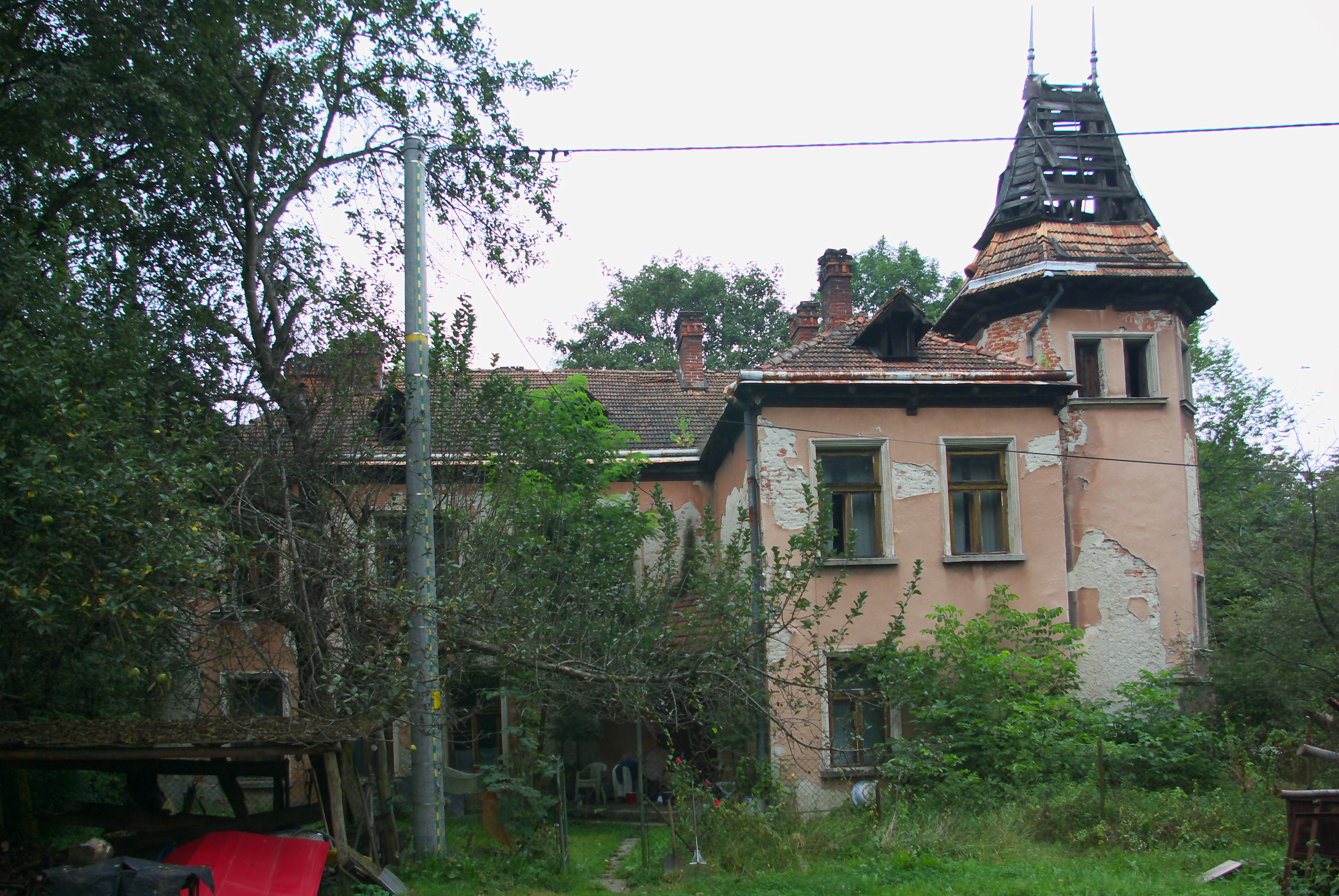
Dwór w Dolinie

Roman Małachowski-Małuja herbu Nałęcz (ur. 23 stycznia 1881 we Lwowie, zm. 18 stycznia 1959 w Poznaniu) – podpułkownik kawalerii Wojska Polskiego.

## Życiorys
Urodził się w rodzinie Godzimira (1852–1908) i Marceli. Był wnukiem Marcelego Tarnawieckiego.
W 1899 zdał egzamin dojrzałości w C. K. V Gimnazjum we Lwowie (wówczas maturę zdali także Michał Remizowski oraz Henryk Tchorznicki, który został jego szwagrem tj. mężem siostry Godzimiry Małachowskiej).
Został żołnierzem C. K. Armii. Służył w 9 pułku dragonów, gdzie w połowie 1902 został mianowany kadetem zastępcą oficera, później służył w stopniu podporucznika, a w listopadzie 1909 został mianowany porucznikiem. W latach 1912–1913 wziął udział w mobilizacji sił zbrojnych Monarchii Austro-Węgierskiej, wprowadzonej w związku z wojną na Bałkanach.
Po zakończeniu I wojny światowej odzyskaniu przez Polskę niepodległości dekretem Naczelnego Wodza Wojsk Polskich z 27 grudnia 1918 został przyjęty do Wojska Polskiego jako oficer byłej armii austro-węgierskiej z zatwierdzeniem stopnia rotmistrza i z dniem 1 listopada 1918 otrzymał przydział do Okręgu Generalnego „Kraków”. W 1920 był attaché wojskowym przy Poselstwie Polskim w Kopenhadze. Został awansowany do stopnia podpułkownika kawalerii ze starszeństwem z dniem 1 czerwca 1919. Został oficerem 6 pułku ułanów w Stanisławowie, w którym w 1923 pełnił funkcję dowódcy II dywizjonu, a w 1924 jako oficer nadetatowy sprawował stanowisko komendanta Komendy Uzupełnień Koni nr 13 w Krakowie. 4 lutego 1925 został przeniesiony z 6 puł do 7 pułku strzelców konnych w Poznaniu na stanowisko dowódcy pułku. 28 stycznia 1928 został przeniesiony do kadry oficerów kawalerii z równoczesnym przydziałem na stanowisko rejonowego inspektora koni w Dubnie. 31 marca 1928 został zwolniony z zajmowanego stanowiska z równoczesnym oddaniem do dyspozycji dowódcy Okręgu Korpusu Nr VII. Z dniem 31 października 1928 został przeniesiony w stan spoczynku.
Po rodzicach objął majątek ziemski w miejscowości Dolina koło Sanoka. Na początku XX wieku wybudował dwór w Dolinie.

## Ordery i odznaczenia
- Komandor Orderu Danebroga II klasy – 22 marca 1921[19][20] (Dania)
- Signum Laudis Brązowy Medal Zasługi Wojskowej z mieczami na wstążce Krzyża Zasługi Wojskowej[21]
- Krzyż Wojskowy Karola[21]
- Krzyż Jubileuszowy Wojskowy[21]
- Krzyż Pamiątkowy Mobilizacji 1912–1913[21]